# Ozeanzirkulation

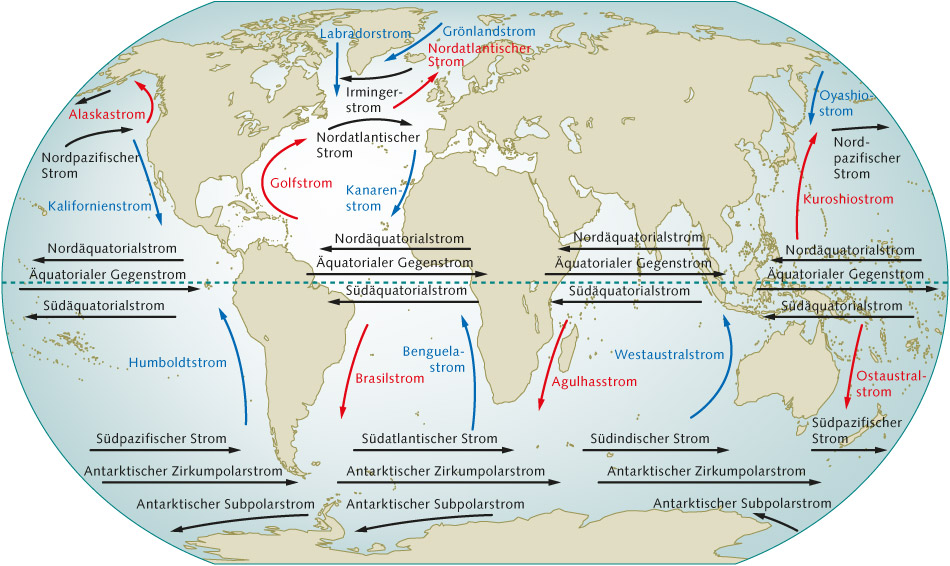
Das System der Meeresströme. Warme Meeresströme sind rot, kühle blau gekennzeichnet.

Die Ozeanzirkulation (englisch: Ocean Circulation) bezeichnet das großräumige System der Wasserbewegungen in den Weltmeeren, das durch ein Zusammenspiel physikalischer Prozesse wie Windantrieb, Dichteunterschiede, Erdrotation und in Wechselwirkung mit Atmosphäre und Topographie entsteht. Anders als der Begriff „Meeresströmung“, der einzelne, meist lokal oder regional begrenzte Wasserbewegungen beschreibt, umfasst die Ozeanzirkulation das übergeordnete, globale System aller Strömungen und Austauschprozesse. Sie umfasst sowohl die windgetriebene Oberflächenzirkulation als auch die dichtegetriebene tiefe Zirkulation (thermohaline Zirkulation). Sie ist wesentlich für den Austausch von Wärme, Kohlenstoff und anderen Stoffen zwischen den Ozeanen und der Atmosphäre und trägt zur Regulierung des Erdklimas bei.

## Mechanismen der Ozeanzirkulation
Zwei Hauptprozesse steuern die Ozeanzirkulation: die Wirkung des Windes und die Wirkung kleiner Dichteunterschiede im Ozean, die durch Differenzen bei Temperatur und Salzgehalt entstehen. Ersteres erste ist die windgetriebene, Letzteres die thermohaline Zirkulation. Obwohl es sinnvoll ist, diese beiden Prozesse in der Analyse zu trennen, um die Ozeanzirkulation besser zu verstehen, sind sie nicht unabhängig voneinander.
Die Ozeanzirkulation ist in Wirklichkeit ein sehr komplexes System, da die Strömungen weder zeitlich noch räumlich konstant sind. Es handelt sich um turbulente Strömungen, die große Variabilität aufweisen. Diese turbulente Struktur des Ozeans bringt grundlegende Einschränkungen für die Vorhersagbarkeit seines Verhaltens mit sich.
Aufgrund dieser Komplexität nähern sich Ozeanographen der Ozeanzirkulation, indem sie Beobachtungsmethoden wie Schiffe, Bojen und Satelliten mit den mathematischen Methoden der dynamischen Ozeanographie kombinieren. Dieser integrierte Ansatz ermöglicht die Aufstellung von Hypothesen, die durch Vergleich mit Beobachtungen überprüft werden können. Darüber hinaus können mathematische Modelle der Ozeanzirkulation, die auf dynamischen Prinzipien basieren, erstellt und anhand von Beobachtungen getestet werden.
Die Ozeanzirkulation ist also nicht auf einzelne Strömungen begrenzt, sondern stellt ein global integriertes System dar, das durch Wechselwirkungen zwischen Atmosphäre, Meeresoberfläche, Tiefe, Topographie und Eisbedeckung bestimmt wird. Sie gliedert sich in zwei Hauptkomponenten, die unterschiedliche physikalische Antriebsmechanismen und charakteristische Raum-Zeit-Skalen aufweisen.

### Windgetriebene Zirkulation
Diese Komponente ist in der oberen Schicht des Ozeans (etwa die oberen 100 m) aktiv und wird hauptsächlich durch den Windantrieb verursacht. Die Passat- und Westwinde erzeugen durch die Corioliskraft rotierende Strömungssysteme, sogenannte Zirkulationswirbel (z. B. subtropische und subpolare Gyren im Atlantik und im Pazifik), sowie äquatoriale Gegenströmungen. Aufgrund der Erdrotation besteht das Hauptströmungssystem des Ozeans aus großen zyklischen Wirbeln (im Uhrzeigersinn auf der Nordhalbkugel, gegen den Uhrzeigersinn auf der Südhalbkugel).

#### Oberflächenzirkulation
Kennzeichnend für die windgetriebene Zirkulation sind die Oberflächenströmungen, etwa beim Golfstrom oder beim Kuroshio, die große Mengen Wärme aus den Tropen in höhere Breiten transportieren. Diese Zirkulation wirkt auf Zeitskalen von Wochen bis Jahrzehnten und ist stark von atmosphärischen Mustern beeinflusst, wie El Niño-Southern Oscillation (ENSO) oder die Nordatlantische Oszillation (NAO).

#### Auftrieb
In Regionen, in denen der Ekman-Transport, eine von der Erdrotation beeinflusste Strömung, die Randströmung von der Küste ablenkt, steigt Wasser aus der Tiefsee an die Meeresoberfläche. Dieses Phänomen wird als „Auftrieb“ („upwelling“) bezeichnet und ist sehr wichtig für die Anreicherung von Oberflächengewässern mit organischer Substanz und Nährstoffen. Auftriebszonen zeichnen sich durch eine sehr reiche Meeresfauna und -flora mit reichlichen Fischbeständen aus. Auftriebszonen existieren an den südwärts fließenden Randströmungen der Nordhalbkugel (der Kalifornienstrom an der Westküste der Vereinigten Staaten, der Kanarenstrom an der westafrikanischen Küste) und an den nordwärts fließenden Randströmungen der Südhalbkugel (der Perustrom an der südamerikanischen Westküste und der Benguelastrom an der südafrikanischen Westküste). Auftrieb tritt auch am Äquator im Pazifischen Ozean auf („äquatorialer Auftrieb“). Der Nordäquatorialstrom wird infolge des Coriolis-Effekts nach Norden und der Südäquatorialstrom nach Süden abgelenkt; dies führt zu einem Auftrieb nährstoffreichen Wassers und einer Abkühlung des Oberflächenwassers in Äquatornähe des Pazifiks.

### Tiefenzirkulation

Muster der meridionalen Umwälzzirkulation. Diese Ansammlung von Strömungen ist für den großflächigen Austausch von Wassermassen im Ozean verantwortlich, einschließlich der Versorgung der Tiefsee mit Sauerstoff.

Die Tiefenzirkulation wird hauptsächlich durch Dichteunterschiede angetrieben. Das wird als thermohaline Zirkulation bezeichnet, denn Dichteunterschiede sind auf Temperatur (thermo) und Salzgehalt (halin) zurückzuführen. Die Dichteunterschiede sind gering, und die Fließgeschwindigkeit ist niedrig (im Bereich von wenigen cm/s). Die durch die thermohaline Zirkulation bewegten Wassermassen sind jedoch enorm. Die Wasserströme liegen in der Größenordnung von 20 Sverdrup (Sv) oder mehr (1 Sverdrup = 1 Million m³/s). Dichtegradienten allein reichen aber nicht aus, um die Tiefenzirkulation aufrechtzuerhalten. Auftriebs- und Vermischungsprozesse, die Tiefenwasser wieder an die Oberfläche befördern, sind ebenfalls erforderlich.

#### Tiefenwasserbildung

Schematisches Darstellung der Tiefenzirkulation des Atlantik

Die Dichte des Oberflächenwassers nimmt zu, wenn im Winter in hohen Breiten kalte Luft über den Ozean weht, zusätzlich durch Verdunstung und Salzausstoß bei der Bildung von Meereis. Tiefenwassermassen entstehen in der Arktis und in der Antarktis durch das Absinken von dichtem Wasser mit einer Temperatur von weniger als 4 °C von der Oberfläche in große Tiefen. Von diesen Regionen aus breitet sich eine kalte Tiefenwasserschicht über alle Ozeanbecken aus.
Die thermohaline Zirkulation bewegt also Wassermassen zwischen den verschiedenen Ozeanbecken. Diese beckenübergreifende Zirkulation wird volkstümlich als „ozeanisches Förderband“ (engl. „Ocean conveyor belt“) bezeichnet. Das Förderband wird im nördlichen Nordatlantik durch salzreiches Wasser des Golfstroms – ein Ergebnis der Verdunstung – gespeist, das nach seiner Abkühlung in der Arktis in große Tiefen absinkt und das Nordatlantische Tiefenwasser (NADW) bildet. Als Ersatz für dieses dichte, absinkende Wasser wird eine kontinuierliche Oberflächenströmung erzeugt, die das Förderband speist. Das NADW fließt als tiefe Randströmung von der Arktis südwärts entlang des amerikanischen Schelfs; diese Strömung kompensiert die nordwärts gerichtete Oberflächenströmung im Atlantik. Diese Zirkulation entlang der Nord-Süd-Achse wird als Meridionale Umwälzzirkulation (MOC) bezeichnet.
Das NADW vereinigt sich schließlich mit dem Antarktischen Zirkumpolarstrom und gelangt in den Indischen und den Pazifischen Ozean. Das kalte, dichte Wasser aus der Antarktis füllt die Tiefenwasserschichten dieser Ozeane, steigt dann allmählich auf und vermischt sich mit dem Oberflächenwasser des Indischen und des Pazifischen Ozeans. Die Vermischung des Tiefenwassers wird durch starke Oberflächenwinde, Gezeiten, Auftrieb und Tiefseezirkulation gefördert. Die Zirkulation wird schließlich durch eine warme Oberflächenströmung abgeschlossen, die südlich an Afrika und Amerika vorbei zum Atlantik zurückfließt; die gesamte Reise dauert über 1.000 Jahre.

#### Bedeutung der Tiefseezirkulation
Die Tiefsee ist ein riesiger Speicher für Wärme, Kohlenstoff, Sauerstoff und Nährstoffe. Die Tiefseezirkulation reguliert die Aufnahme, Verteilung und Abgabe dieser Elemente. Die niedrige Umwälzrate stabilisiert unser globales Klima: Indem sie Sauerstoff in die tieferen Schichten transportiert, erhält sie den größten Lebensraum der Erde.
Ein besonders bedeutendes System ist die Atlantische Meridionale Umwälzzirkulation (AMOC), die warmes Wasser nach Norden und kaltes Tiefenwasser zurück nach Süden transportiert. Sie wirkt auf Zeitskalen von Jahrhunderten bis Jahrtausenden und ist wesentlich für die langfristige Wärmeregulierung zwischen Nord- und Südhalbkugel.

#### Tiefenzirkulation und Klimawandel
Aktuelle Theorien zur Erklärung der Tiefenzirkulation sagen voraus, dass die globale Erwärmung negative Auswirkungen auf die Tiefenzirkulation haben wird. Die meisten Studien konzentrieren sich auf den Nordatlantik. Die Bildung von dichtem, sinkendem Oberflächenwasser in der Arktis wird durch eine höhere Lufttemperatur und die Freisetzung von Süßwasser durch Eisschmelze beeinträchtigt. Die Speisung der Atlantischen Meridionalen Umwälzströmung, die warmes Golfstromwasser nach Norden treibt, wird dadurch reduziert. Zudem wird die Dichte des nordatlantischen Tiefenwassers geringer sein; der kalte Rückstrom fließt daher näher an der Meeresoberfläche. Es wird erwartet, dass diese Faktoren zu einer deutlichen Abkühlung des westeuropäischen Klimas führen werden.
Eisschmelze und die daraus resultierenden Süßwasserfreisetzungen in der Antarktis werden die Bildung von Antarktischem Bodenwasser (AABW) behindern. Modellsimulationen deuten darauf hin, dass dies zu einer erheblichen Erwärmung des Tiefenwassers im gesamten Pazifik führen könnte; auch der Atlantik könnte durch die Verstärkung der Atlantischen Meridionalen Umwälzströmung betroffen sein. Die Auswirkungen der Süßwasserfreisetzung in der Antarktis auf das globale Klima und den Anstieg des Meeresspiegels könnten sogar noch größer sein als die Auswirkungen der Verminderung des Salzgehalts in arktischen Gewässern.

### Wechselwirkungen und Kopplung

Interessanter Ozeanwirbel (Eddy) südlich der Florida Keys

Beide Hauptkomponenten – Oberflächen- und Tiefenströmung − sind nicht unabhängig voneinander, sondern stehen durch vertikale Mischungsprozesse, mesoskalige Wirbel (Eddys), sowie durch atmosphärische Rückkopplungen miteinander in Verbindung. Beispielsweise können Änderungen in der thermohalinen Zirkulation die Oberflächenströmungen beeinflussen, was wiederum die Windverhältnisse und den Energieaustausch mit der Atmosphäre verändert.
Diese systemische Verflechtung macht die Ozeanzirkulation zu einem nichtlinearen, dynamischen System, das nicht nur träge, sondern auch empfindlich auf Veränderungen reagiert. „Nichtlinear“ bedeutet in diesem Zusammenhang, dass kleine Störungen – etwa ein Anstieg des Süßwassereintrags durch schmelzendes Grönlandeis – potenziell disproportionale Auswirkungen auf das gesamte Zirkulationssystem haben können.
Solche Veränderungen können z. B. die Stabilität der thermohalinen Zirkulation gefährden: Wenn durch Süßwassereinträge in Nordatlantikregionen das Oberflächenwasser weniger salzhaltig und damit weniger dicht wird, verlangsamt sich der Absinkprozess, der für den Tiefenwassertransport entscheidend ist. In Extremfällen kann es sogar zu einem kompletten Kollaps der AMOC kommen – ein Szenario, das in paläoklimatischen Studien für verschiedene Perioden der Erdgeschichte bereits nachgewiesen wurde.
Durch die Rückkopplungen zwischen Ozean und Atmosphäre kann eine solche Veränderung weitreichende Folgen haben: Eine Abschwächung der AMOC würde z. B. zu einer regionalen Abkühlung in Europa, veränderten Monsunmustern in Afrika und Südostasien sowie einer Verlagerung tropischer Regenzonen führen.
Darüber hinaus führen anthropogene Einflüsse – wie steigende Treibhausgaskonzentrationen, Änderungen der Windzirkulation durch polare Verstärkung oder der Verlust mariner Ökosysteme – zu Veränderungen in Oberflächentemperaturen, Verdunstung und Meereisverteilung. Diese wiederum wirken zurück auf das ozeanische System zurück und können bestehende Zirkulationsmuster verstärken oder destabilisieren.
Die Ozeanzirkulation ist damit ein hochgradig komplexes, sensitives Steuerungssystem des globalen Klimas, dessen Veränderungen nicht isoliert betrachtet werden können, sondern stets im Kontext großskaliger, oft nichtlinearer Wechselwirkungen zu verstehen sind.

## Bedeutung für das Klima
Die Ozeanzirkulation spielt also eine zentrale Rolle im globalen Klimasystem, da sie maßgeblich für den Transport von Wärme, Kohlenstoff, Nährstoffen und Wasserdampf zwischen Äquator und Polen sowie zwischen Oberfläche und Tiefe verantwortlich ist. Durch diese Verteilung wirkt sie sowohl puffernd als auch steuernd auf klimatische Bedingungen in Atmosphäre und Biosphäre. Veränderungen, wie eine Abschwächung der AMOC oder des Atlantischen Subpolarwirbels, können zu abrupten Klimaänderungen führen, wie sie während der letzten Eiszeit durch Schmelzwasserereignisse auch auftraten.

### Wärmetransport und Energieverteilung
Die ozeanischen Strömungen, insbesondere in der windgetriebenen Oberflächenschicht und der thermohalinen Tiefenzirkulation, verlagern Wärmeenergie von den Tropen in höhere Breiten. Ein prominentes Beispiel ist der Golfstrom, der durch seinen nördlichen Ausläufer, den Nordatlantikstrom, das Klima Westeuropas mildert. Ohne diesen Wärmetransport lägen die Durchschnittstemperaturen in Regionen wie Großbritannien oder Skandinavien deutlich niedriger.
Die Ozeane speichern über 90 % der überschüssigen Energie, die durch anthropogene Treibhausgase in das Klimasystem eingebracht wird. Die Zirkulation entscheidet darüber, wie schnell und wohin diese Energie verteilt wird – sowohl horizontal (z. B. zwischen Ozeanbecken) als auch vertikal (z. B. von der Oberfläche in tiefere Schichten).

### Kohlenstoffkreislauf und biogeochemische Rückkopplungen
Die Ozeanzirkulation ist integraler Bestandteil des globalen Kohlenstoffkreislaufs. Über physikalische und biologische Pumpen wird atmosphärisches CO₂ in tiefere Ozeanschichten transportiert. Dort kann es über Jahrzehnte bis Jahrtausende gespeichert bleiben, was den Treibhauseffekt moderiert. Störungen der Zirkulation – etwa eine Abschwächung der AMOC odes des Atlantischen Subpolarwirbels – könnten zu einer reduzierten Kohlenstoffaufnahme führen und so den globalen Klimawandel beschleunigen. Umgekehrt kann die Ozeanzirkulation durch geochemische Prozesse auch selbst durch den Klimawandel beeinflusst werden, z. B. durch veränderte Löslichkeit von CO₂ bei steigenden Wassertemperaturen.

### Einfluss auf regionale Klimamuster
Die Wechselwirkungen zwischen Ozeanzirkulation und Atmosphäre prägen regionale Klimaphänomene wie:
- ENSO (El Niño – Southern Oscillation) im Pazifik: Wechsel zwischen Warm- und Kaltphasen mit globalen Klimaeffekten,[7]
- die Atlantische Multidekaden-Oszillation (AMO): Langsame Schwankungen der Nordatlantiktemperatur beeinflussen Niederschlagsmuster in Westafrika, die Hurrikanaktivität und die Sommer in Europa[20] und
- die Monsunvariabilität: Die Stärke und Position des südasiatischen und afrikanischen Monsuns hängen stark von Ozeanwärmespeichern und -strömungen ab.[21]

### Stabilität und Klimasensitivität
Die Ozeanzirkulation wirkt puffernd gegenüber kurzfristigen Klimaänderungen, indem sie große Energiemengen aufnimmt und langsam freisetzt. Zugleich ist sie selbst sensibel gegenüber externen Störungen wie Süßwassereintrag, Eisrückgang oder anthropogener Erwärmung. Veränderungen in der Zirkulation können zu nichtlinearen Reaktionen im Klimasystem führen – etwa sprunghaften Klimawechseln, wie sie aus der Erdgeschichte bekannt sind.

### Kipppunkte in der Ozeanzirkulation

Mögliche Wechselwirkungen zwischen einigen Kippelementen im Klimasystem der Erde

In der Klimaforschung gelten Kipppunkte (tipping points) als kritische Schwellenwerte, bei deren Überschreiten sich Teile des Erdsystems abrupt, unumkehrbar oder selbstverstärkend verändern. Auch die Ozeanzirkulation – insbesondere die Atlantische Meridionale Umwälzzirkulation (AMOC) – ist ein potenzielles Kippsystem.
Ein möglicher Kipppunkt ergibt sich, wenn der Zustrom von Süßwasser in den Nordatlantik (etwa durch Eisschmelze in Grönland oder erhöhten Niederschlag) eine kritische Grenze überschreitet. Das Salzwasser wird dadurch leichter, die Dichteunterschiede schwinden, und das Absinken des Wassers in tiefere Schichten – der „Motor“ der AMOC – wird geschwächt oder ganz unterbrochen.
Ein solcher Kipppunkt hätte globale Auswirkungen:
- eine Abkühlung Westeuropas durch ausbleibenden Wärmetransport nach Norden,
- die Verstärkung des Meeresspiegelanstiegs an der Ostküste der Vereinigten Staaten durch Änderung regionaler Strömungsdynamiken,
- die Verlagerung tropischer Niederschlagszonen (z. B. des Innertropischen Konvergenzsystems),
- die Abschwächung oder Verschiebung von Monsunen in Südamerika, Afrika und Asien und
- die Schädigung mariner Ökosysteme durch Veränderungen in Nährstofftransport und Schichtung.[21][22]

## Ozeanzirkulation und globale Erwärmung
Die Ozeanzirkulation spielt wie gesehen eine zentrale Rolle im Klimasystem, indem sie Wärme und Kohlenstoff zwischen Atmosphäre und Ozean verteilt. Durch die globale Erwärmung wird dieses System jedoch zunehmend gestört, mit potenziell schwerwiegenden Folgen für das Klima und marine Ökosysteme.

### Abschwächung der Thermohalinen Zirkulation
Die Atlantic Meridional Overturning Circulation (AMOC) – zu der auch der Golfstrom gehört – wird in erster Linie durch Dichteunterschiede angetrieben, die durch Abkühlung und Zunahme des Salzgehalts im Nordatlantik entstehen. Durch die globale Erwärmung kommt es jedoch zu verstärktem Süßwassereintrag durch schmelzendes Grönlandeis und zu erhöhten Niederschlägen; beides verringert die Dichte des Oberflächenwassers.
Die Oberflächenschichten erwärmen sich, was die Konvektion im Nordatlantik hemmt. Studien zeigen, dass die AMOC sich bereits um etwa 15 % seit dem 20. Jahrhundert abgeschwächt hat, mit möglichen weiteren Verlangsamungen um 34–45 % bis 2100 (unter hohen Emissionsszenarien). Die Folgen wären eine Abkühlung in Nordwesteuropa trotz globaler Erwärmung und eine Verschiebung tropischer Niederschlagsgürtel, was Dürren in Afrika und stärkere Monsunregen in Asien auslösen könnte.

### Veränderungen der windgetriebenen Zirkulation
Die Zunahme von Westwinden durch polare Verstärkung („Arctic Amplification“) beeinflusst oberflächennahe Strömungen wie den Antarktischen Zirkumpolarstrom (ACC). Der hat sich bereits um 20 % beschleunigt, was zu stärkerer Vermischung und CO₂-Aufnahme im Südlichen Ozean führt. Gleichzeitig verringert die Erwärmung der Oberfläche die CO₂-Löslichkeit, was die Versauerung der Meere verstärkt.

### Auswirkungen auf marine Ökosysteme
Auftriebsgebiete (z. B. vor Peru oder vor Kalifornien) könnten durch veränderte Windmuster schwächer werden, was die Nährstoffzufuhr und die Fischbestände reduziert. Durch Erwärmung und Versauerung verlieren Korallenriffe ihre Symbionten („Korallenbleiche“), was marine Nahrungsnetze destabilisiert.

### Rückkopplungseffekte auf das Klima
Der Ozean hat bisher 30 % des anthropogenen CO₂ aufgenommen, aber wärmere Oberflächenwasser nehmen weniger CO₂ auf. Und Instabilitäten am Meeresboden könnten Methanhydrat freisetzen, ein starkes Treibhausgas.
Diese Veränderungen unterstreichen die Dringlichkeit, Treibhausgasemissionen zu reduzieren, um Kipppunkte im Klimasystem zu vermeiden.

## Der sich abschwächende Subpolarwirbel und seine Klimafolgen

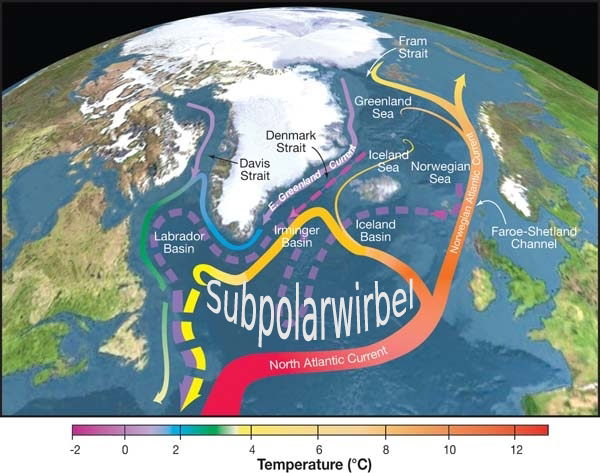
Der Subpolarwirbel im Nordatlantik

Der Nordatlantische Subpolarwirbel (Atlantic Subpolar gyre) ist eine großräumige, gegen den Uhrzeigersinn gerichtete Strömung im Nordatlantik zwischen Grönland und Europa. Er spielt eine Schlüsselrolle für die Umwälzzirkulation (AMOC) und die Verteilung von Wärme und Süßwasser. Er ist so etwas wie ein „stilles Opfer“ der globalen Erwärmung – weniger bekannt als die AMOC, aber mindestens ebenso kritisch für das Klima. Seine Abschwächung zeigt, wie komplexe Wechselwirkungen zwischen Eisschmelze, Ozeanströmungen und Atmosphäre das Potenzial für unumkehrbare Veränderungen bergen.

### Ursachen der Abschwächung
Wegen des verstärkten Süßwassereintrags durch das Abschmelzen des grönländischen Eisschilds und erhöhte Niederschläge wird der Subpolarwirbel weniger salzhaltig und damit weniger dicht. Dies schwächt seine Dynamik. Höhere Temperaturen reduzieren die Konvektion im Labrador- und im Irmingermeer, die normalerweise den Wirbel antreibt. Schließlich verringern Verschiebungen der atmosphärischen Zirkulation (z. B. durch schwindendes Arktiseis) den antreibenden Windstress.

### Direkte Folgen für die Ozeanzirkulation
Der Subpolarwirbel liefert kaltes, dichtes Wasser für die Tiefenbildung der AMOC. Seine Abschwächung trägt somit zur Verlangsamung der gesamten Umwälzzirkulation bei. Normalerweise transportiert der Wirbel Süßwasser aus dem Nordatlantik Richtung Tropen. Eine Schwächung könnte Süßwasser im Subpolarraum „stauen“ und die AMOC weiter destabilisieren.

### Klimatische und ökologische Auswirkungen
Paradoxerweise könnte ein schwächerer Wirbel zu lokaler Abkühlung im Nordatlantik führen, da weniger warmes Wasser aus den Subtropen nachströmt − das Phänomen des „Cold Blob“. Veränderte Strömungsmuster beeinträchtigen die Nährstoffverteilung – mit Folgen für Fischgründe wie den Kabeljau-Bestand vor Neufundland. Modellstudien deuten außerdem auf mögliche Verbindungen zwischen einem schwachen Subpolarwirbel und Hitzewellen in Europa hin.

### Langfristige Risiken
Kombiniert mit der AMOC-Abschwächung könnte ein Kollaps des Subpolarwirbels zu abrupten Klimaänderungen führen, ähnlich den Dansgaard-Oeschger-Ereignissen der letzten Eiszeit. Eine veränderte Strömungsdynamik kann auch den Anstieg an den nordatlantischen Küsten (z. B. in Norwegen) beschleunigen.

## Die Bedeutung der Ozeanzirkulation für marine Ökosysteme – und die Gefahren durch den Klimawandel
Die Ozeanzirkulation ist das „Lebenselixier“ der Meere: Sie verteilt Nährstoffe, Sauerstoff und Wärme, steuert die Produktivität mariner Ökosysteme und ermöglicht globale Wanderungen von Arten. Doch der Klimawandel bringt dieses empfindliche System aus dem Gleichgewicht – mit dramatischen Folgen.

### Schlüsselrolle der Ozeanzirkulation für Ökosysteme

#### Nährstoffverteilung und Primärproduktion
Auftriebsgebiete (Upwelling-Regionen) wie der Humboldtstrom (Peru) oder der Benguelastrom (Südafrika) befördern nährstoffreiches Tiefenwasser an die Oberfläche. Dadurch wird im Meer die Biomasse produziert, von der sich Zooplanktonorganismen, wie Kleinkrebse und Fischlarven, ernähren. Das Zooplankton wiederum wird von Fischen und ihren Larven gefressen. Das Plankton spielt somit in den biogeochemischen Kreisläufen des Ozeans eine Hauptrolle. Durch den Klimawandel bewirkte Veränderungen des Planktons werden daher in der Zukunft auch einen entscheidenden Einfluss auf das Funktionieren des gesamten pelagischen Systems haben. Dazu kommt, dass 10 % der globalen Fischerei direkt von den Auftriebsgebieten abhängt. Kaltwasserwirbel wie im Nordatlantik fördern die Vermischung und versorgen Oberflächengewässer mit Eisen und Nitrat – essenziell für Algenblüten, die CO₂ binden.

#### Wanderrouten und Artenverteilung
Strömungen wie der Golfstrom und seine Fortsetzungen transportieren Larven und Jungtiere über Tausende Kilometer. So nutzen beispielsweise europäische Aale den Nordatlantikstrom, um aus der Sargassosee in europäische Flüsse zu gelangen – eine Route, die durch AMOC-Abschwächung gefährdet ist. Korallenriffe hängen von warmen, stabilen Strömungen ab, die Plankton herantragen.

### Klimawandel als Bedrohung – die größten Risiken

#### Kollabierende Nahrungsnetze
Modellprognosen zeigen, dass der Klimawandel einige Auftriebsgebiete um 10–30 % schwächen könnte. Die Folge wäre weniger Phytoplankton und damit weniger Sardellen, weniger Thunfische, und sogar Pinguinpopulationen brechen ein (Beispiel: Peru in El-Niño-Jahren).
Die Erwärmung verringert die Löslichkeit von O₂ im Wasser. Gleichzeitig unterbindet eine geschwächte Durchmischung den Nachschub – Sauerstoffminimumzonen („Todeszonen“) wie im Arabischen Meer dehnen sich aus.

#### Verschiebung von Lebensräumen
Kälteliebende Arten wie der Kabeljau flüchten vor erwärmten Gewässern – doch im Subpolarwirbel fehlen ihnen oft die Nährstoffe. Tropische Arten dringen in gemäßigte Zonen ein (die „polwärts gerichtete Wanderung“) und verdrängen lokale Ökosysteme. Ein Beispiel ist die Feuerfisch (lionfish)-Invasion im Karibikraum. In den 1990er Jahren gelangten Feuerfische, weil sie von Aquarienbesitzern ausgesetzt wurden oder als Jungfische mit dem Ballastwasser von Schiffen eingeschleppt wurden, in den tropischen Westatlantik und breiteten sich entlang der Ostküste der Vereinigten Staaten aus. Seitdem sind Feuerfische im gesamten karibischen Becken und in den Golf von Mexiko eingewandert und bedrohen die biologische Vielfalt und die lokale Wirtschaft.
Strömungsänderungen verstärken Hitzewellen im Wasser, und es kommt zur Massenbleiche von Korallen; das Great Barrier Reef verlor 50 % seiner Korallen seit  995.

#### Chemische Veränderungen
Höhere CO₂-Werte im Wasser senken den pH-Wert – man spricht von der Ozeanversauerung. Kalkschalen von Muscheln, Schnecken und Korallen lösen sich auf. Besonders betroffen sind Kaltwasserkorallen in Tiefenströmungen, die als „Kinderstube“ für Fische dienen.

### Kettenreaktionen und Kipppunkte
Die Erwärmung und veränderte Strömungen begünstigen giftige Algen (z. B. Pseudo-nitzschia), die Muscheln vergiften und ganze Küsten-Ökosysteme lahmlegen. Schwindendes Meereis reduziert die Produktion von Eisalgen – einzellige Mikroalgen, die in einjährigem und mehrjährigem Meereis vorkommen und die Basis der arktischen Nahrungskette darstellen (Krill → Wale → Eisbären).

### Konsequenzen
Die Ozeanzirkulation ist nicht nur Opfer, sondern auch Verstärker des Klimawandels: Weniger Phytoplankton bedingt weniger CO₂-Aufnahme, und es kommt zu verstärkter Erwärmung. Zerstörte Korallenriffe schwächen den Küstenschutz, und Sturmfluten können größere Schäden anrichten.
Upwelling-Gebiete müssten durch nachhaltige Fischerei gestärkt werden. Man versucht, Korallenriffe zu restaurieren, z. B. künstliche Larvenansiedlung. Schließlich wird deutlich: CO₂-Emissionen müssen reduziert werden – denn nur so lassen sich die Strömungssysteme stabilisieren.

## Modellierung und Beobachtung der Ozeanzirkulation
Die Erforschung der Ozeanzirkulation stützt sich auf ein Zusammenspiel von numerischen Modellen und Beobachtungssystemen, die sowohl globale Strömungsmuster als auch regionale Prozesse abbilden. Fortschritte in diesen Bereichen sind entscheidend, um Klimavorhersagen zu verbessern und die Auswirkungen des Klimawandels auf die Ozeane zu verstehen.

### Klimamodelle und Ozeanzirkulation
Moderne Erdsystemmodelle (z. B. das Kiel Climate Model) simulieren Wechselwirkungen zwischen Ozean, Atmosphäre und Meereis. Studien wie die von Blöhdorn (2013) nutzen solche Modelle, um vergangene Klimazustände (z. B. die Kreidezeit) zu rekonstruieren und heutige Prozesse zu validieren.
Von einfachen „Box-Modellen“ – ein Boxmodell ist eine stark vereinfachte Darstellung des Ozeans, die ihn normalerweise in zwei oder drei vertikale Schichten unterteilt − bis zu hochauflösenden Eddy-auflösenden Simulationen, z. B. MPI-OM (Max Planck Institute Ocean Model), variieren Modelle in ihrer Detailtiefe. Knorr (2005) untersuchte etwa den Zusammenbruch der thermohalinen Zirkulation während vergangener Eiszeiten mit Modellen unterschiedlicher Komplexität.

### Beobachtungssysteme

#### Satellitengestützte Fernerkundung
Altimetrie-Missionen wie TOPEX/Poseidon, Jason-1/2/3 und SWOT (ab 2022) messen Meeresspiegelhöhen und erfassen so großskalige Strömungen wie den Golfstrom oder Wirbel. Schwerefeldmissionen (z. B. GRACE) kartieren Dichteverteilungen, die Rückschlüsse auf Tiefenströmungen erlauben.

#### In-situ-Messungen
- Argo-Floats: Ein globales Netz aus autonomen Tauchbojen (über 3.900 Einheiten) misst Temperatur, Salzgehalt und Strömungen bis 2.000 m Tiefe.
- Verankerungen: Stationäre Messsysteme wie das RAPID-Array (Rapid Climate Change − Meridional Overturning Circulation and Heatflux Array) im Atlantik überwachen langfristig die AMOC-Stärke.[23]

#### Proxy-Daten und Rekonstruktionen
Sedimentkerne und Korallenarchive liefern Paläodaten zur historischen Ozeanzirkulation. Pyrina (2017) kombinierte solche Proxys mit Modellsimulationen, um die natürliche Variabilität der AMOC über das letzte Jahrtausend zu rekonstruieren.

### Herausforderungen und Zukunftsperspektiven
- Datenassimilation: Die Integration von Beobachtungen in Echtzeit (z. B. via Ocean Data Assimilation Systems, z. B. GODAS-Daten der NOAA[51]) reduziert Modellfehler.
- Hochauflösende Modelle: Eddy-auflösende Simulationen (<1 km Auflösung) sind nötig, um kleinräumige Prozesse (z. B. Wirbel) realistisch abzubilden, bleiben aber rechenintensiv und damit kostspielig.[7]
- Klimasensitivität: Unsicherheiten bestehen weiterhin in der Reaktion der Ozeanzirkulation auf steigende CO₂-Konzentrationen, insbesondere hinsichtlich der Tiefenwasserbildung und Rückkopplungen mit dem Eisverlust.